# Nedinsco
Nedinsco, dat een afgeleide is van 'Nederlandse Instrumenten Compagnie', is een Nederlands hightechbedrijf gespecialiseerd in optiek en is gevestigd in Venlo. Het is een leverancier van systemen en modules voor de halfgeleiderindustrie. Het bedrijf levert aan de defensie-industrie en aan fabrikanten van diagnostische systemen op allerlei gebied.
Zowel ontwikkeling en ontwerp als productie en assemblage vinden sinds 2007 plaats in een nieuw gebouwd fabriekspand op bedrijventerrein Trade Port West. Hier beschikt men over cleanrooms.

## Technologie
Nedinsco's systemen bestaan uit optische, mechanische en elektronische technologieën. De integratie van elektronica in mechanica resulteerde in de zogenaamde 'brug technologie' mechatronica. Hetzelfde geldt voor optiek in mechanica: opto-mechanica en optiek in elektronica: optronica.

## Ontstaansgeschiedenis
Het bedrijf werd in 1921 opgericht door de Duitse firma Carl Zeiss uit Jena in een oude stilgelegde chocoladefabriek. Carl Zeiss gebruikte het bedrijf om de bepaling in het Verdrag van Versailles te omzeilen dat Duitsland geen oorlogsmaterieel mocht produceren. Ned-ins-co betekent Nederlandse Instrumenten Compagnie: een neutraal begrip dat moest verheimelijken dat er materialen zoals afstandsmeters, periscopen en seinlampen werden gemaakt.
In 1923 werd in opdracht van Zeiss begonnen met de bouw van een nieuw fabriekscomplex en werd de architect Hans Schlag ingeschakeld voor het ontwerp. Het torengebouw werd gebruikt om de optische instrumenten uit te richten en diende tevens voor de ijking van de grotere meetafstanden. Dit gebeurde door de instrumenten af te stellen op de vele kerktorens in Venlo. In de jaren dertig groeide Nedinsco uit tot een bedrijf met een positief effect op de regionale economie. Gedurende de Tweede Wereldoorlog werd het Nedinsco ingezet ten behoeve van de Duitse oorlogsinspanningen. In 1944 verwoestte een vliegtuigbom, bedoeld voor de nabijgelegen stadsbrug over de Maas, het fabrieksgebouw, alleen de toren overleefde het bombardement. Na de oorlog werd Nedinsco door de Nederlandse regering geconfisqueerd en na een periode van tijdelijk beheer verkocht aan de Arnhemse ondernemer G. Beusker, die de fabriek opnieuw opbouwde. In 1953 werd het een zelfstandig bedrijf.

## Nedinscogebouw
Het oude bedrijfspand van Nedinsco, ook wel het Nedinscogebouw genoemd, is gebouwd in de zogenaamde Bauhausstijl en geldt als Rijksmonument (2003). Het werd in 2007 door het bedrijf verlaten.